# 静岡県立静岡農科大学
静岡県立静岡農科大学（しずおかけんりつしずおかのうかだいがく、公用語表記: 静岡県立静岡農科大学）は、静岡県磐田市に本部を置いていた日本の公立大学である。1950年に設置され、1955年に廃止された。
1951年に国立静岡大学に編入され、農学部となった。
本項では、前身の旧制静岡県立静岡農林専門学校を含めて記述する。

## 概要
- 前身校、旧制静岡県立静岡農林専門学校は、第二次世界大戦後に増設された公立の農林専門学校 （旧称 高等農林学校） の一つ。
- 学制改革に際しては、国への移管の前に県費で設備充実を図るため静岡県立静岡農科大学に昇格した後、新制 （国立） 静岡大学農学部となった。
- 同窓会は 「静岡大学農学部同窓会」 と称し、旧制・新制合同の会である。

## 沿革

### 旧制静岡県立静岡農林専門学校時代
- 1946年8月： 静岡県議会参事会、農林専門学校設立を決議。
- 1946年10月： 県立農林専門学校創立準備委員会発足 （委員長： 酒川県議会議長）。
- 1947年3月31日： 専門学校令により静岡県立静岡農林専門学校設立認可 （文部省告示第53号）。
  - 本科 （修業年限3年） に農科・林科を設置。
  - 形の上では、既存の農業学校 （静岡県立中泉農学校、現・静岡県立磐田農業高等学校） への併設とされた。
- 1947年5月1日： 県立中泉農学校講堂で開校式挙行。12日、第1回入学式。
- 1948年1月： 寄宿舎 「遷喬寮」 開設、仮寮から移転。
- 1948年2月： 農専建設促進委員会発足。
- 1948年5月： 農専建設促進委員会が大学期成委員会となる。
  - 設備充実を優先して、1949年度の新制大学昇格は見送られた。
- 1948年10月： 大学昇格促進委員会設立。
- 1949年6月： 大代演習林宿舎竣工。
- 1949年8月： 静岡大学農学部設置認可申請書を文部大臣に提出。
  - 静岡大学農学部の母体となる方針は既定だったが、県費で設備充実を図るため、県立で大学昇格となった。

### 静岡県立静岡農科大学時代
- 1950年2月14日： 静岡県立静岡農科大学設置条例を制定 （静岡県条例第4号）。
- 1950年3月14日： 新制静岡県立静岡農科大学設置認可。
- 1950年3月15日： 旧制静岡農林専門学校 第1回卒業。
- 1950年4月1日： 静岡県立静岡農科大学開学 （旧制静岡農林専門学校からの昇格）。
  - 農学部のみの単科大学。農学科・林学科を設置。
  - 新入生募集は行わず、旧制在学生を編入する形を取った。
  - 4月15日： 第1学年へ編入： 農学科 23名、林学科 22名。
  - 6月20日： 第2学年へ編入： 農学科 42名（うち12名は第1学年から）、林学科 18名（同10名）。
- 1950年5月： 駿東郡富岡村に附属農場設置。
  - 本来附属農場に予定していた土地は、周辺住民との耕作権問題がこじれて利用できなかった。
- 1950年9月： 国立移管申請。
- 1951年1月31日： 静岡大学農学部増設認可 （学管第10号）。
- 1951年3月31日： 旧制静岡県立静岡農林専門学校、廃止。
- 1951年4月1日： 静岡大学農学部発足 （静岡県立静岡農科大学の国立移管）。
  - 農学科・林学科を設置。
- 1955年9月： 移管完了し、静岡県立静岡農科大学廃止。

## 歴代校長・学長
旧制静岡県立静岡農林専門学校
- 初代： 大杉繁 （1947年4月 - 1951年3月）
  - 前・岡山県立岡山農業専門学校校長

静岡県立静岡農科大学
- 初代： 大杉繁 （1950年4月 - ）
  - 静岡大学農学部 初代学部長

## 校地の変遷と継承
前身の旧制静岡県立静岡農林専門学校は、磐田郡磐田町 （現・磐田市） の県立中泉農学校 （現・県立磐田農業高等学校） に併設されたが、独自校舎を持つ方針だったため、校舎は磐田町見付兜塚の旧陸軍第一航空情報聯隊跡の旧兵舎を修復しながら使用した （同地は静岡第一師範学校仮校舎や米軍第8部隊に使用された後は放置され荒廃していた）。同校地は後身の静岡県立静岡農科大学・静岡大学農学部に引き継がれた。静岡大学農学部は1973年4月に現在の静岡キャンパス （静岡市駿河区大谷） へ移転した。磐田市見付の旧校地は、現在は静岡県立農林大学校キャンパスおよび かぶと塚公園となっている。

## 関連書籍
- 作道好男・作道克彦（編）　『静岡大学農学部史』　教育文化出版教育科学研究所、1986年8月。